# Collège militaire de Norvège
Le Collège militaire de Norvège  (norvégien : Den militære høyskole) était un établissement d'enseignement militaire norvégien.
Créé le 16 février 1817 et destiné à l'origine à la formation des officiers de l'artillerie et du génie, il est élargi en 1826 aux officiers de marine. Son quartier général se trouvait à la Citadelle d'Akershus.
À partir de 1850, le collège est obligatoire pour le personnel de l'état-major général, qui y bénéficie d'un cursus dont la durée est portée à deux ans en 1901. 
L'école disparaît en 1940, l'année où la Norvège est envahie et occupée par l'Allemagne.